# Haut et Court
Haut et Court est une entreprise française de production et de distribution cinématographique et télévisuelle, fondée en 1992 par Carole Scotta.
Haut et Court produit des films, y compris d'animation, des séries et des documentaires.

## Salles de cinéma
Haut et Court est propriétaire de six salles de cinéma classées art et essai :
- le Nouvel Odéon et le Louxor à Paris ;
- l'Astrée et le Forum à Chambéry ;
- le Diagonal à Montpellier ;
- le Sémaphore à Nîmes.

## Filmographie sélective

### Cinéma
- 1999 : Ressources humaines
- 2000 : La Confusion des genres
- 2000 : Sous le sable
- 2000 : Gouttes d'eau sur pierres brûlantes
- 2001 : Wesh wesh, qu'est-ce qui se passe ?
- 2001 : Le Pornographe
- 2001 : L'Emploi du temps
- 2002 : Novo
- 2002 : La Sirène rouge
- 2002 : Lost in La Mancha
- 2003 : Tiresia
- 2003 : Qui a tué Bambi ?
- 2004 : La Terre vue du ciel
- 2004 : Les Revenants
- 2005 : Backstage
- 2005 : Thank You for Smoking
- 2006 : Ô Jérusalem
- 2006 : Jesus Camp
- 2006 : Avril
- 2007 : Naissance des pieuvres
- 2008 : Entre les murs
- 2008 : Tokyo!
- 2008 : Notre univers impitoyable
- 2012 : Les Revenants (série télévisée)
- 2016 : La Fille de Brest  d'Emmanuelle Bercot
- 2017 : Latifa, le cœur au combat (documentaire)
- 2018 : La nuit a dévoré le monde de Dominique Rocher
- 2019 : Tel Aviv on Fire de Sameh Zoabi
- 2020 : No Man's Land (mini-série) d'Oded Ruskin
- 2020 : Drunk de Thomas Vinterberg
- 2021 : Flee de Jonas Poher Rasmussen
- 2021 : Compartiment n° 6 de Juho Kuosmanen
- 2021 : Ce qui reste d'Anne Zohra Berrached
- 2021 : La Panthère des neiges (documentaire) de Marie Amiguet et Vincent Munier
- 2021 : À plein temps d'Éric Gravel
- 2022 : La Nuit du 12 de Dominik Moll
- 2023 : Petites de Julie Lerat-Gersant
- 2024 : Maria de Jessica Palud

### Télévision
- 2024 : Mister Spade (Monsieur Spade), mini-série, six épisodes